# Gare d'Apples
La gare de Apples est une gare ferroviaire située sur le territoire de la commune vaudoise de Apples, en Suisse.

## Situation ferroviaire
Établie à 638 mètres d'altitude, la gare se situe au point kilométrique 11.5 sur la ligne Bière - Apples - Morges. Elle se trouve entre les gares de Ballens, de Yens et de Pampigny. C'est la gare jonction entre la ligne Bière-Apples-Morges et la ligne Apples-L'Isle.

## Histoire

### L'origine
Le 26 septembre 1875, un comité regroupant plusieurs communes de la région s'est réuni à Bière. Parmi les nombreux projets discutés figurait une ambitieuse et onéreuse proposition : la construction d'une ligne ferroviaire longeant le Jura. Celle-ci devait relier Yverdon à Nyon en traversant Orbe, L'Isle, Montricher, Bière, Gimel et Genolier. Toutefois, en raison d'un manque de financement, ce projet ne verra jamais le jour. Quelques tronçons sont quand même construits dans la région mais seule la ligne Bière - Apples - Morges reste encore en service, tandis que les autres ont été remplacées par des services de bus dans les années 1940 et 1950.

### Le tracé
Concernant cette ligne, le comité des communes de la région a étudié plusieurs tracés : deux variantes sud passant par Saint-Livres et Yens, ainsi que deux variantes nord traversant Ballens, Apples, Pampigny et Yens, ou encore Gimel afin de rejoindre Aubonne et Allaman. Aucune de ces propositions n'a été retenue. Finalement, un tracé intermédiaire a été adopté comme compromis, privilégiant un passage par Apples.
Une demande de concession a alors été déposée pour l'exploitation d'une ligne ferroviaire à voie métrique. Le 29 juin 1893, la concession a été officiellement accordée au comité d'initiative pour la création du chemin de fer Bière - Apples - Morges (BAM).
Parallèlement, une concession a été accordée à la compagnie Apples - L'Isle le 21 décembre 1894, pour la création de cette liaison. La ligne a été inaugurée le 12 septembre 1896.
Le 1er juillet 1899, la compagnie Apples - L'Isle fusionne avec le BAM, adoptant ainsi officiellement le nom de BAM, faisant de la Gare d'Apples une liaison entre ces deux lignes.

## Service des voyageurs

### Accueil
Pour les services à la clientèle, la gare comporte une salle d'attente. Sur le quai, il y a un oblitérateur pour cartes multicourses, ainsi qu'un automate à billet. Un autre bâtiment accueille les toilettes et une salle d'attente non chauffée. Adossée à la gare, on trouve également l'ancienne halle marchandises. Trois voies sont pourvues de quais pour la desserte voyageurs.

## Desserte
La gare d'Apples est desservie par les trains régionaux en direction de Bière, Morges et L'Isle-Mont-la-Ville, et est ouverte au trafic de wagons isolés.